# Giáo tỉnh Sài Gòn

Bản đồ giáo tỉnh Sài Gòn

Giáo tỉnh Sài Gòn là một trong ba giáo tỉnh của Giáo hội Công giáo Rôma tại Việt Nam, cùng với hai giáo tỉnh khác là Giáo tỉnh Huế và Giáo tỉnh Hà Nội. Giáo tỉnh Sài Gòn gồm nhiều giáo phận ở miền Nam Việt Nam. Trưởng giáo tỉnh này là vị tổng giám mục của Tổng giáo phận Thành phố Hồ Chí Minh, hiện là Tổng giám mục Giuse Nguyễn Năng.

## Lịch sử hình thành
Ngày 24 tháng 11 năm 1960, Giáo hoàng Gioan XXIII chia Giáo hội Việt Nam thành 3 giáo tỉnh: Hà Nội, Huế và Sài Gòn. Giáo tỉnh Sài Gòn khi đó gồm 6 giáo phận (Sài Gòn, Cần Thơ, Đà Lạt, Long Xuyên, Mỹ Tho và Vĩnh Long).
Năm 1965, hai Giáo phận Phú Cường và Xuân Lộc được thành lập. Năm 1975, Giáo phận Phan Thiết được thành lập. Năm 2005, với sự phân chia từ Giáo phận Xuân Lộc, Giáo phận Bà Rịa ra đời.

## Danh sách giáo phận trực thuộc Giáo tỉnh Sài Gòn
| STT | Giáo phận             | Thành lập | Giám mục quản nhiệm                       | Nhà thờ chính tòa                                  | Địa chỉ toà Giám mục                                     |
| --- | --------------------- | --------- | ----------------------------------------- | -------------------------------------------------- | -------------------------------------------------------- |
| 1   | Tổng Giáo phận TP.HCM | 1844 1960 | Giuse Nguyễn Năng Giuse Bùi Công Trác     | Nhà thờ chính tòa Đức Mẹ Vô Nhiễm Nguyên Tội       | 180, Nguyễn Đình Chiểu, P. Xuân Hoà, Tp. Hồ Chí Minh     |
| 2   | Giáo phận Bà Rịa      | 2005      | Emmanuel Nguyễn Hồng Sơn                  | Nhà thờ chính tòa Thánh Giacôbê và Thánh Philípphê | 227 Cách mạng Tháng 8, P. Bà Rịa, Tp. Hồ Chí Minh        |
| 3   | Giáo phận Cần Thơ     | 1955      | Phêrô Lê Tấn Lợi                          | Nhà thờ chính tòa Thánh Tâm Chúa Giêsu             | 12, Nguyễn Trãi, P. Cái Khế, Tp. Cần Thơ                 |
| 4   | Giáo phận Đà Lạt      | 1960      | Đa Minh Nguyễn Văn Mạnh                   | Nhà thờ chính tòa Thánh Nicôla Bari                | 9, Nguyễn Thái Học, P. Xuân Hương - Đà Lạt, Lâm Đồng     |
| 5   | Giáo phận Long Xuyên  | 1960      | Giuse Trần Văn Toản                       | Nhà thờ chính tòa Nữ vương Hòa Bình                | 80/1, Bùi Văn Danh, P. Long Xuyên, An Giang              |
| 6   | Giáo phận Mỹ Tho      | 1960      | Phêrô Nguyễn Văn Khảm                     | Nhà thờ chính tòa Đức Mẹ Vô Nhiễm Nguyên Tội       | 32, Hùng Vương, P. Mỹ Tho, Đồng Tháp                     |
| 7   | Giáo phận Phan Thiết  | 1975      | Giuse Đỗ Mạnh Hùng                        | Nhà thờ chính tòa Thánh Tâm Chúa Giêsu             | 422, Trần Hưng Đạo, P. Lạc Đạo, Tp. Phan Thiết, Lâm Đồng |
| 8   | Giáo phận Phú Cường   | 1965      | Giuse Nguyễn Tấn Tước                     | Nhà thờ chính tòa Thánh Tâm Chúa Giêsu             | 104, Lạc Long Quân, P. Thủ Dầu Một, Tp. Hồ Chí Minh      |
| 9   | Giáo phận Vĩnh Long   | 1938      | Phêrô Huỳnh Văn Hai                       | Nhà thờ chính tòa Thánh Anna                       | 103, 3 tháng 2, P. Long Châu, Vĩnh Long                  |
| 10  | Giáo phận Xuân Lộc    | 1965      | Gioan Đỗ Văn Ngân Đa Minh Nguyễn Tuấn Anh | Nhà thờ chính tòa Chúa Kitô Vua                    | 210, Hùng Vương, P. Long Khánh, Đồng Nai                 |

## Danh sách số liệu về các giáo phận trong giáo tỉnh
| STT | Giáo phận/Tổng giáo phận | Giám mục giáo phận                        | Diện tích(km2) | Số giáo xứ | Số linh mục | Số giáo dân | Nguồn ước tính |
| --- | ------------------------ | ----------------------------------------- | -------------- | ---------- | ----------- | ----------- | -------------- |
| 01  | Tp. Hồ Chí Minh          | Giuse Nguyễn Năng Giuse Bùi Công Trác     | 02.093         | 204        | 965         | 722.098     | 10/2024        |
| 02  | Bà Rịa                   | Emmanuel Nguyễn Hồng Sơn                  | 01.988         | 87         | 228         | 285.931     | 2022           |
| 03  | Cần Thơ                  | Phêrô Lê Tấn Lợi                          | 13.423         | 149        | 258         | 190.549     | 2023           |
| 04  | Đà Lạt                   | Đa Minh Nguyễn Văn Mạnh                   | 09.774         | 116        | 340         | 410.000     | 2021           |
| 05  | Long Xuyên               | Giuse Trần Văn Toản                       | 10.256         | 164        | 334         | 233.018     | 2021           |
| 06  | Mỹ Tho                   | Phêrô Nguyễn Văn Khảm                     | 09.262         | 113        | 148         | 138.102     | 2021           |
| 07  | Phan Thiết               | Giuse Đỗ Mạnh Hùng                        | 07.828         | 100        | 194         | 188.856     | 2021           |
| 08  | Phú Cường                | Giuse Nguyễn Tấn Tước                     | 09.543         | 112        | 182         | 165.002     | 2021           |
| 09  | Vĩnh Long                | Phêrô Huỳnh Văn Hai                       | 06.772         | 215        | 253         | 213.710     | 2022           |
| 10  | Xuân Lộc                 | Gioan Đỗ Văn Ngân Đa Minh Nguyễn Tuấn Anh | 05.964         | 277        | 651         | 1.073.179   | 2022           |

## Danh sách Tổng giám mục trưởng Giáo tỉnh Sài Gòn
| STT | Tổng giám mục trưởng Giáo tỉnh | Thời gian   | Ghi chú |
| --- | ------------------------------ | ----------- | ------- |
| 01  | Phaolô Nguyễn Văn Bình         | 1960 - 1995 |         |
| 02  | Gioan Baotixita Phạm Minh Mẫn  | 1998 - 2014 | Hồng y  |
| 03  | Phaolô Bùi Văn Đọc             | 2014 - 2018 |         |
| 04  | Giuse Nguyễn Năng              | 2019 - nay  |         |